# Berzelia burchellii
Berzelia burchellii är en tvåhjärtbladig växtart som beskrevs av Dummer. Berzelia burchellii ingår i släktet Berzelia och familjen Bruniaceae. Inga underarter finns listade.